# Dysonia elegans
Dysonia elegans är en insektsart som först beskrevs av Brunner von Wattenwyl 1878.  Dysonia elegans ingår i släktet Dysonia och familjen vårtbitare. Inga underarter finns listade i Catalogue of Life.